# Cacique Doble
Pour les articles homonymes, voir Cacique.
Cacique Doble est une municipalité brésilienne située dans l'État du Rio Grande do Sul.